# Another Girl
Another Girl (Lennon/McCartney) är en låt av The Beatles från 1965.

## Låten och inspelningen
Inspelningen av låten påbörjades direkt efter Ticket to Ride på kvällen 15 februari. George Harrison försökte hitta ett bra gitarrarrangemang till Paul McCartneys låt men man blev inte klara med det hela den kvällen. Dagen därpå hade Paul själv gjort ett arrangemang som gick i en något countryaktig stil och man färdigställde låten ganska snabbt. Låten kan anspela på de många kvinnor som McCartney mötte i en hemlig lägenhet medan han officiellt var tillsammans med Jane Asher. Den kom med på LP:n Help!, som utgavs i England 6 augusti 1965 och i USA 13 augusti 1965. 